# Seu Jorge
Jorge Mário da Silva (Belford Roxo, 8 de junho de 1970), conhecido pelo nome artístico de Seu Jorge, é um ator, cantor, compositor e multi-instrumentista brasileiro de MPB, R&B, samba e soul.

## Biografia

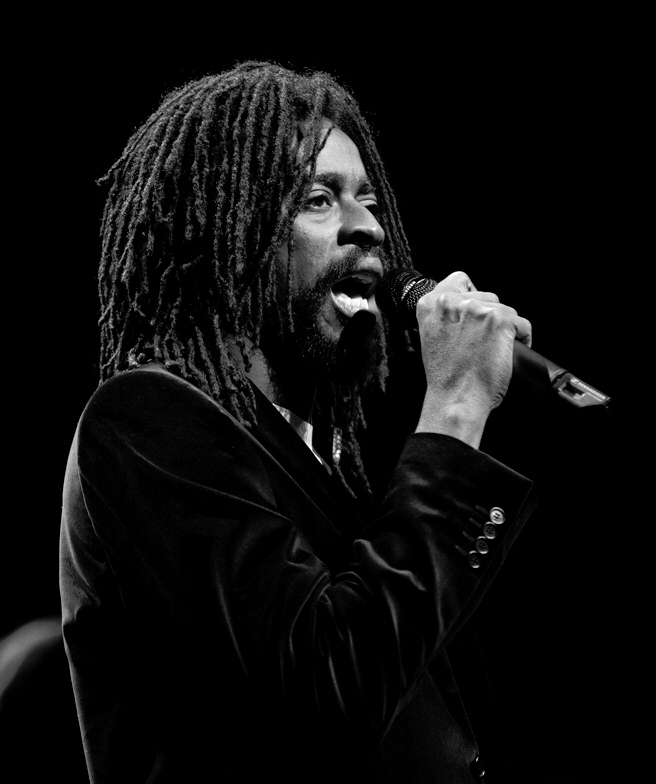
Seu Jorge em 2007.

Primogênito de quatro filhos, Seu Jorge teve uma infância dura no bairro Gogó da Ema, em Belford Roxo. Começou a trabalhar com dez anos de idade em uma borracharia, primeira de várias ocupações como contínuo, marceneiro e descascador de batatas em um bar. Serviu ao Exército Brasileiro em 1989-1990, no Rio de Janeiro, no Depósito Central de Armamento - DCArmt, fez curso de corneteiro militar no 2º Batalhão de Infantaria Motorizado Escola (Regimento AVAÍ), mas não se adaptou à vida militar e acabou sendo expulso, em janeiro de 1990.
As variadas profissões nunca ofuscaram o seu verdadeiro desejo de se tornar músico. Desde adolescente, frequentava as rodas de samba cariocas acompanhando o pai e os irmãos em bailes funks e bailes charmes da periferia, e cedo começou a se profissionalizar cantando na noite. Foi aí que, em 1990, a morte de seu irmão Vitório em uma chacina levou a família à desestruturação, e Seu Jorge acabou virando sem-teto por cerca de três anos. A virada se deu quando Gabriel Moura, sobrinho do clarinetista Paulo Moura, convidou-o para participar de um espetáculo A saga da farinha, do qual Gabriel era o diretor musical. Acabou participando de mais de 20 espetáculos com a Companhia de Teatro TUERJ (Teatro da UERJ), como cantor e ator. Como não tinha onde dormir, Seu Jorge dormiu no teatro, entre 1993 e 1997 - ano em que passou a integrar a banda Farofa Carioca.
Além da carreira musical, Seu Jorge é um dos donos da cervejaria Karavelle e de dois bares na cidade de São Paulo. Segundo um teste de DNA, Jorge é 85,1% africano, 12,9% europeu e 2% ameríndio. Ele pertence ao haplogroup R1b, sugerindo que sua linhagem paterna provavelmente deriva da Europa Ocidental.

## Vida pessoal
Seu Jorge é pai de quatro filhosː Luz, Flor, Aimée e Samba. É primo do também cantor Dudu Nobre e sobinho da também cantora Jovelina Pérola Negra, e, através da irmã deste, Seu Jorge descobriu que tem ascendência cabo-verdiana e resolveu pedir a cidadania ao país.
Atualmente, ele vive com sua esposa e filhos em Los Angeles, Estados Unidos.

## Carreira
Participou da formação da banda Farofa Carioca, que lançou seu primeiro CD em 1998 com uma mistura dos ritmos negros de várias partes do mundo, como samba, reggae, jongo, funk e rap. A partir daí, Seu Jorge teve sua carreira engrenada e passou a participar de vários projetos, como um disco de tributo a Tim Maia e a participação em estúdio, bem como a turnê da banda brasileira Planet Hemp, em 2000.
Participou também em diversos filmes em sua carreira, como Cidade de Deus, The Life Aquatic with Steve Zissou, Tropa de Elite 2: O Inimigo Agora É Outro, The Escapist, E Aí... Comeu? entre outros. Seu Jorge é sobrinho de Jovelina Pérola Negra e primo do sambista Dudu Nobre. Ganhou o apelido do amigo Marcelo Yuka (1965 — 2019). Em 2012 participou da Cerimônia de Encerramento das Olimpíadas de Londres 2012, durante o segmento carioca. Cantou as músicas Nem Vem Que Não Tem de Wilson Simonal e Aquele Abraço de Gilberto Gil.
Em 2007, aderiu ao efêmero Movimento Cívico pelo Direito dos Brasileiros (mais conhecido como "Cansei"), de oposição ao governo Lula, liderado pelo empresário, futuro prefeito e governador de São Paulo, João Dória. Na ocasião, Seu Jorge declarou: "O Brasil não me deu nada, não. Pelo Brasil, eu tava na cadeia, no subemprego, sacou? Então, cansei de tudo, qualquer coisa que eu faça é R$ 100 mil, R$ 300 mil de imposto que eu pago".
Em janeiro de 2013, Seu Jorge decidiu mudar-se junto com sua família para Los Angeles com o intuito de se dedicar mais à carreira de ator. Diz que Los Angeles "é a meca da indústria do entretenimento, onde tudo acontece. Todo artista precisa ir "rezar" lá pelo menos uma vez na vida." Seu Jorge chegou a anunciar que faria Jimi Hendrix (1942-1970), em um filme; o cantor Andre 3000, do duo Outkast interpretou Hendrix em All is By My Side, de John Ridley. Além disso, considera os Estados Unidos um lugar melhor para a educar suas filhas. "Eu precisava ser pai. No Brasil o Seu Jorge estava dentro de casa. Eu não conseguia levar minhas filhas para passear, ir à escola delas sem ter a aclamação do público. Nos Estados Unidos não tem isso. Lá eu tenho uma vida normal de pai, que sai, dá uma volta com o cachorro", avalia.

## Controvérsias
Em junho de 2013, no Twitter, Seu Jorge voltou a se referir ao Brasil em termos depreciativos, depois de ter sido criticado por um seguidor que o chamou de oportunista por ter feito uma música sobre a onda de manifestações contra o governo Dilma Rousseff: "Que oportunidade essa merda de país vai me dar, seu imbecil! Eu moro em Los Angeles! E o seu Brasil não me ajudou em nada, bobão!".
Em 2019, os compositores Rodrigo Freitas e Ricardo Garcia processaram Seu Jorge, afirmando que as canções Carolina, Tive Razão, Chega no Swing e Gafieira S.A foram compostas por eles e não por Jorge.
Em 2009, Jorge foi processado por Thedy Corrêa da banda Nenhum de Nós, ao gravar Astronauta de Mármore, versão de Starman de David Bowie em The Life Aquatic Studio Sessions, Jorge omitiu o nome de Corrêa.
Em 28 de maio de 2021, a 29ª Vara Cível do Tribunal de Justiça do Rio de Janeiro condenou o cantor, a gravadora Universal Music e a produtora Cafuné Produções a pagar R$ 500 mil de indenização aos herdeiros do compositor Mário Lago (1911-2012). Os herdeiros alegam que Seu Jorge se utilizou trechos da música "Ai, que saudades da Amélia", composta por Lago em parceria com Ataulfo Alves, sem os devidos créditos e pagamento de direitos autorais na canção "Mania de Peitão". Ainda cabem recursos contra a decisão.

## Discografia

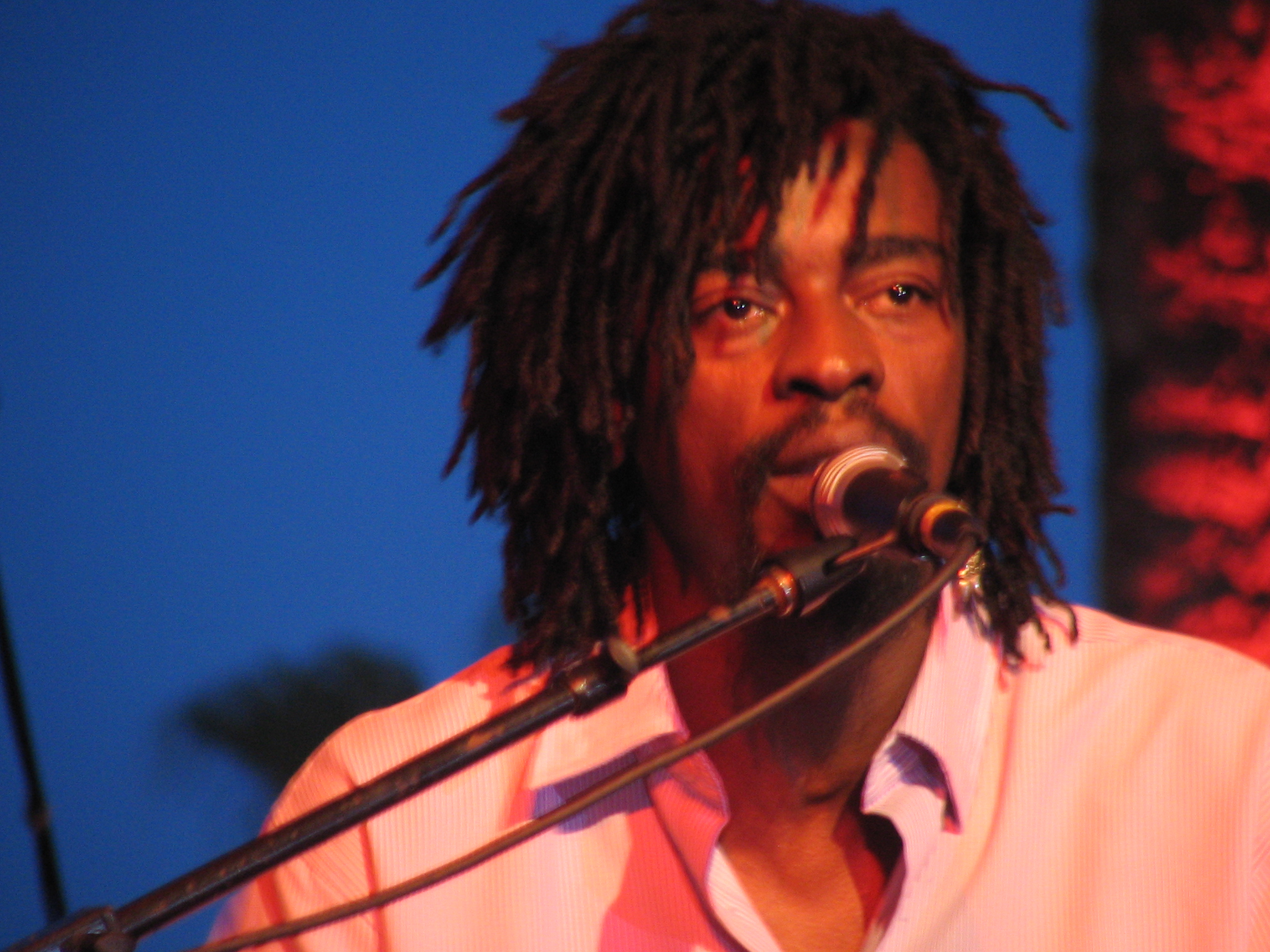
Seu Jorge, 2006

### Com o grupo Farofa Carioca
- 1998 - Moro no Brasil[17]

### Carreira solo

#### Estúdio
- 2001 - Samba Esporte Fino
- 2004 - Cru[34]
- 2005 - The Life Aquatic Studio Sessions
- 2007 - América Brasil
- 2010 - Seu Jorge e Almaz
- 2011 - Músicas para Churrasco, Vol. 1
- 2015 - Músicas para Churrasco, Vol. 2
- 2025 - Baile à la Baiana

#### Ao vivo
- 2004 - MTV Apresenta Seu Jorge
- 2005 - Ana & Jorge (com Ana Carolina)
- 2006 - Seu Jorge - Live at Montreux 2005
- 2009 - América Brasil Ao Vivo
- 2012 - Músicas Para Churrasco Ao Vivo
- 2020 - Night Dreamer Direct-To-Disc Sessions (com Rogê)

#### Participações
- 1999 - Tributo a Tim Maia[35]
- 1999 - Casa do Samba 3
- 2000 - A Invasão do Sagaz Homem Fumaça, do Planet Hemp[36]
- 2001 - Swing & Samba-Rock, do Clube do Balanço
- 2002 - Discotecagem Pop Variada, do Jota Quest[37]
- 2003 - A Procura da Batida Perfeita, do Marcelo D2
- 2003 - "Tranquilo!", do DJ Marcelinho da Lua
- 2003 - Cidade de Deus, trilha sonora do filme homônimo[38]
- 2003 - Estampado, de Ana Carolina, na música "Beat da Beata"
- 2004 - Favela Chic, Postonove 3
- 2005 - Bambas & Biritas Volume 1, de Eduardo Bid, com a música "E Depois"
- 2006 - Olivia Byington, disco homónimo de Olivia Byington, na música "Na Ponta dos Pés"
- 2006 - Pra Balançar, do cantor Bebeto, nas músicas: "Eu Bebo Sim" e "Carolina"
- 2008 - Ô Moleque, do Conexão Baixada[39]
- 2008 - Tempo Quente, na faixa "Otimismo", junto com Marina Machado
- 2009 - Na canção "Pode Acreditar (o meu laiá, laiá)", com Marcelo D2
- 2009 - Canibália, em dueto com Daniela Mercury, na canção "Preta"[40]
- 2009 - Pura Semente, de Teresa Cristina[41]
- 2010 - Eu sou o samba, de Alexandre Pires
- 2010 - Ivete Sangalo no Madison Square Garden (Multishow ao Vivo), de Ivete Sangalo na faixa "Pensando em Nós Dois"[42]
- 2011 - Manuscrito - Ao Vivo, de Sandy, na faixa "Tão Comum"[43]
- 2012 - Contra Nós Ninguém Será, de Edy Rock, na faixa "That's My Way"
- 2013 - Espelhos D'Água, de Patricia Marx, para o álbum "Trinta".
- 2015 - Acústico NYC, de Capital Inicial.
- 2015 - Para Sempre, de Dengaz
- 2016 - Toma Limonada, de Graziela Medori.
- 2020 - Fragma, de Amanda Magalhães.[44]
- 2022 - Romaria, com Daniel em Duas Vozes[45]

## Videografia em DVD
- 2004 - MTV Apresenta Seu Jorge[46]
- 2005 - Ana & Jorge, (com Ana Carolina)[47]
- 2006 - Seu Jorge - Live at Montreux 2005[12]
- 2009 - América Brasil Ao Vivo
- 2012 - Músicas Para Churrasco Ao Vivo

## Filmografia

### Cinema
| Ano  | Título                             | Personagem                                  | Nota                      |
| ---- | ---------------------------------- | ------------------------------------------- | ------------------------- |
| 2002 | Cidade de Deus                     | Mané Galinha                                |                           |
| 2002 | Moro no Brasil                     | Ele mesmo                                   | Documentário              |
| 2004 | This Is an Adventure               |                                             |                           |
| 2004 | À la recherche d'Orfeu Negro       | Ele mesmo                                   | Curta-metragem            |
| 2004 | The Life Aquatic with Steve Zissou | Pelé dos Santos                             |                           |
| 2005 | Casa de Areia                      | Massu, de 1910 a 1919                       |                           |
| 2006 | Ellipse                            | Coyote                                      |                           |
| 2006 | Tarantino's Mind                   | Amigo                                       | Curta-metragem            |
| 2007 | Sleepwalkers                       | Dançarino que trabalha como eletricista     |                           |
| 2008 | The Escapist                       | Viv Batista                                 |                           |
| 2008 | Carmo                              | Amparo de Jesús                             |                           |
| 2009 | Beyond Ipanema                     |                                             |                           |
| 2009 | A Luz Vermelha do Bandido          |                                             | Curta-metragem            |
| 2010 | Tropa de Elite 2                   | Beirada                                     |                           |
| 2012 | E Aí... Comeu?                     | Garçom                                      | também produtor associado |
| 2012 | Reis e Ratos                       | Américo Vilarinho                           |                           |
| 2013 | Cidade de Deus - 10 Anos Depois    | Ele mesmo                                   |                           |
| 2016 | Pelé: O Nascimento de uma Lenda    | João Ramos do Nascimento (Dondinho)         |                           |
| 2018 | Paraíso Perdido                    | Teylor                                      |                           |
| 2017 | Soundtrack                         | Cao                                         | também produtor           |
| 2019 | Abe                                | Chico Catuaba                               |                           |
| 2021 | Marighella                         | Carlos Marighella                           |                           |
| 2021 | Pixinguinha, Um Homem Carinhoso    | Alfredo da Rocha Vianna Filho (Pixinguinha) |                           |
| 2022 | Medida Provisória                  | André                                       | [ 49 ]                    |
| 2023 | Asteroid City                      | Cowboy                                      |                           |
| 2024 | Arca de Noé                        | Deus (voz)                                  | [ 50 ]                    |

### Televisão
| Ano  | Título                | Personagem                       | Nota                             |
| ---- | --------------------- | -------------------------------- | -------------------------------- |
| 2002 | Os Normais            | Babu                             | Episódio: "Horrivelmente Normal" |
| 2005 | Mandrake              | Marido traído                    | Episódio: "Detetive"             |
| 2019 | Irmandade             | Edson Ferreira (Edinho/Cabuloso) | Netflix                          |
| 2022 | Manhãs de Setembro    | Lourenço                         | Prime Video                      |
| 2023 | How To Be a Carioca   | Francisco                        | Star+                            |
| 2023 | Anderson Spider Silva | Benedito Silva                   | Paramount+                       |

## Prêmios e indicações
| Ano  | Prêmio                                    | Categoria                                           | Indicação                                                   | Resultado |
| ---- | ----------------------------------------- | --------------------------------------------------- | ----------------------------------------------------------- | --------- |
| 2003 | MTV Video Music Brasil                    | Videoclipe de MPB                                   | "Carolina"                                                  | Indicado  |
| 2004 | MTV Video Music Brasil                    | Videoclipe de MPB                                   | "Tive Razão"                                                | Venceu    |
| 2004 | MTV Video Music Brasil                    | Videoclipe de Música Eletrônica                     | Cotidiano (com Marcelinho da Lua)                           | Venceu    |
| 2004 | Troféu Leão Lobo                          | Melhor Cantor                                       | Seu Jorge                                                   | Venceu    |
| 2005 | Troféu Raça Negra                         | Cantor - Destaque                                   | Seu Jorge                                                   | Venceu    |
| 2006 | Prêmio Multishow de Música Brasileira     | Melhor Cantor                                       | Seu Jorge                                                   | Indicado  |
| 2006 | Prêmio Multishow de Música Brasileira     | Melhor Música                                       | "É Isso Aí" (com Ana Carolina)                              | Indicado  |
| 2006 | Prêmio Multishow de Música Brasileira     | Melhor CD                                           | Ana & Jorge (com Ana Carolina)                              | Venceu    |
| 2006 | Prêmio Multishow de Música Brasileira     | Melhor DVD                                          | Ana & Jorge (com Ana Carolina)                              | Indicado  |
| 2006 | Grammy Latino                             | Melhor Álbum de MPB                                 | Ana & Jorge - Ao Vivo (com Ana Carolina)                    | Indicado  |
| 2007 | Troféu Imprensa                           | Melhor Cantor                                       | Seu Jorge                                                   | Venceu    |
| 2007 | Troféu Imprensa                           | Melhor Música                                       | "É Isso Aí" (com Ana Carolina)                              | Venceu    |
| 2008 | Grammy Latino                             | Melhor Álbum de MPB                                 | América Brasil                                              | Venceu    |
| 2008 | Melhores do Ano                           | Melhor Cantor                                       | Seu Jorge                                                   | Venceu    |
| 2009 | Melhores do Ano                           | Melhor Cantor                                       | Seu Jorge                                                   | Indicado  |
| 2009 | Troféu Raça Negra                         | Artista do Ano                                      | Seu Jorge                                                   | Venceu    |
| 2009 | Prêmio Quem                               | Melhor Cantor                                       | Seu Jorge                                                   | Venceu    |
| 2009 | MTV Video Music Brasil                    | Artista do Ano                                      | Seu Jorge                                                   | Indicado  |
| 2009 | MTV Video Music Brasil                    | Hit do Ano                                          | "Burguesinha"                                               | Indicado  |
| 2009 | MTV Video Music Brasil                    | Vocalista - Banda dos Sonhos                        | Seu Jorge                                                   | Indicado  |
| 2009 | Prêmio Multishow de Música Brasileira     | Melhor Cantor                                       | Seu Jorge                                                   | Venceu    |
| 2009 | Troféu Imprensa                           | Melhor Cantor                                       | Seu Jorge                                                   | Venceu    |
| 2010 | Troféu Imprensa                           | Melhor Cantor                                       | Seu Jorge                                                   | Indicado  |
| 2011 | Troféu Imprensa                           | Melhor Cantor                                       | Seu Jorge                                                   | Indicado  |
| 2011 | Melhores do Ano                           | Melhor Cantor                                       | Seu Jorge                                                   | Indicado  |
| 2011 | Grammy Latino                             | Melhor Álbum Pop Contemporâneo Brasileiro           | Seu Jorge e Almaz (com Antonio Pinto, Lúcio Maia e Pupillo) | Indicado  |
| 2012 | Prêmio Quem                               | Melhor Cantor                                       | Músicas para Churrasco, Vol. 1                              | Indicado  |
| 2012 | Grammy Latino                             | Melhor Álbum Pop Contemporâneo Brasileiro           | Músicas para Churrasco, Vol. 1                              | Venceu    |
| 2012 | Grammy Latino                             | Melhor Canção Brasileira                            | "A Doida"                                                   | Indicado  |
| 2012 | MTV Video Music Brasil                    | Videoclipe do Ano                                   | That’s My Way (com Edi Rock)                                | Indicado  |
| 2012 | Prêmio Contigo! MPB FM de Música          | Melhor Álbum de MPB                                 | Músicas para Churrasco, Vol. 1                              | Venceu    |
| 2012 | Prêmio Contigo! MPB FM de Música          | Melhor Cantor                                       | Seu Jorge                                                   | Indicado  |
| 2012 | Prêmio Contigo! MPB FM de Música          | Melhor Música (júri oficial)                        | "A Doida"                                                   | Venceu    |
| 2013 | Prêmio Contigo! MPB FM de Música          | Melhor Cantor                                       | Seu Jorge                                                   | Indicado  |
| 2013 | Prêmio Contigo! MPB FM de Música          | Melhor Música                                       | "Alma de Guerreiro"                                         | Indicado  |
| 2013 | Grammy Latino                             | Melhor Álbum Pop Contemporâneo Brasileiro           | Músicas para Churrasco, Vol. 1 Ao Vivo                      | Venceu    |
| 2015 | Grammy Latino                             | Melhor Álbum Pop Contemporâneo Brasileiro           | Músicas para Churrasco, Vol. 2                              | Indicado  |
| 2016 | Prêmio da Música Brasileira               | Melhor Cantor Pop/rock/reggae/hip-hop/funk          | Seu Jorge                                                   | Indicado  |
| 2016 | Prêmio Multishow de Música Brasileira     | Música Boa ao Vivo                                  | Alegria, Alegria (com Caetano Veloso e Xande de Pilares)    | Indicado  |
| 2019 | Bifest - Bari Film Festival               | Melhor Ator                                         | Marighella                                                  | Venceu    |
| 2019 | Festival Internacional de Filmes da Índia | Melhor Ator (Pavão de Prata)                        | Marighella                                                  | Venceu    |
| 2019 | Séries em Cena Awards                     | Melhor Ator Nacional                                | Irmandade                                                   | Indicado  |
| 2020 | Holidays 365 International Film Festival  | Melhor Ator Coadjuvante                             | Abe                                                         | Venceu    |
| 2020 | CinEuphoria Awards                        | Melhor Ator                                         | Marighella                                                  | Indicado  |
| 2020 | CinEuphoria Awards                        | Melhor Elenco                                       | Marighella                                                  | Indicado  |
| 2021 | Prêmio Mundo Negro                        | Melhor Ator                                         | Marighella                                                  | Indicado  |
| 2021 | Prêmio Potências!                         | Ator do Ano                                         | Marighella                                                  | Indicado  |
| 2021 | Splash Awards                             | Melhor Atuação                                      | Marighella                                                  | Indicado  |
| 2021 | Cariocas do Ano - VEJA RIO                | Cinema                                              | Marighella                                                  | Venceu    |
| 2022 | Festival Sesc Melhores Filmes             | Melhor Ator Nacional (público)                      | Marighella                                                  | Venceu    |
| 2022 | Festival Sesc Melhores Filmes             | Melhor Ator Nacional (críticos)                     | Marighella                                                  | Venceu    |
| 2022 | Festival Sesc Melhores Filmes             | Melhor Ator Nacional                                | Abe                                                         | Indicado  |
| 2022 | Festival Sesc Melhores Filmes             | Melhor Ator Nacional                                | Pixinguinha, Um Homem Carinhoso                             | Indicado  |
| 2022 | Prêmio Platino                            | Melhor Interpretação Masculina                      | Marighella                                                  | Indicado  |
| 2022 | CCXP Awards                               | Melhor Ator Filme (Brasil)                          | Marighella                                                  | Venceu    |
| 2022 | Grande Prêmio do Cinema Brasileiro        | Melhor Ator                                         | Marighella                                                  | Venceu    |
| 2022 | Prêmio Faz Diferença - O Globo            | Audiovisual                                         | Marighella/ Pixinguinha                                     | Indicado  |
| 2022 | Inffinito Film Festival                   | Melhor Ator Coadjuvante (júri)                      | Medida Provisória                                           | Venceu    |
| 2022 | Melhores do Ano AnaMaria                  | Ator do Ano                                         | Medida Provisória                                           | Indicado  |
| 2022 | Prêmio Multishow de Música Brasileira     | Melhor Show (com Alexandre Pires                    | Turnê Irmãos                                                | Venceu    |
| 2022 | Prêmio Potências                          | Troféu Potência                                     | Seu Jorge + Lucas Letto                                     | Indicado  |
| 2022 | Prêmio Potências                          | Ator do Ano                                         | Marighella                                                  | Venceu    |
| 2022 | Prêmio Mundo Negro                        | Atuação do Ano                                      | Marighella                                                  | Indicado  |
| 2022 | Prêmio Guarani de Cinema Brasileiro       | Ator                                                | Marighella                                                  | Venceu    |
| 2022 | Prêmio Contigo!                           | Ator Coadjuvante - novela ou série                  | Manhãs de Setembro                                          | Indicado  |
| 2023 | Prêmio Platino                            | Melhor Interpretação Masculina Coadjuvante em Série | Manhãs de Setembro                                          | Indicado  |
| 2023 | Festival Sesc Melhores Filmes             | Melhor Ator Nacional (público)                      | Medida Provisória                                           | Venceu    |
| 2023 | SEC Awards                                | Melhor Performance em Filme Nacional                | Medida Provisória                                           | Indicado  |